# NGC 5269
NGC 5269 est un amas ouvert situé dans la constellation du Centaure. Il a été découvert par l'astronome britannique John Herschel en 1835.

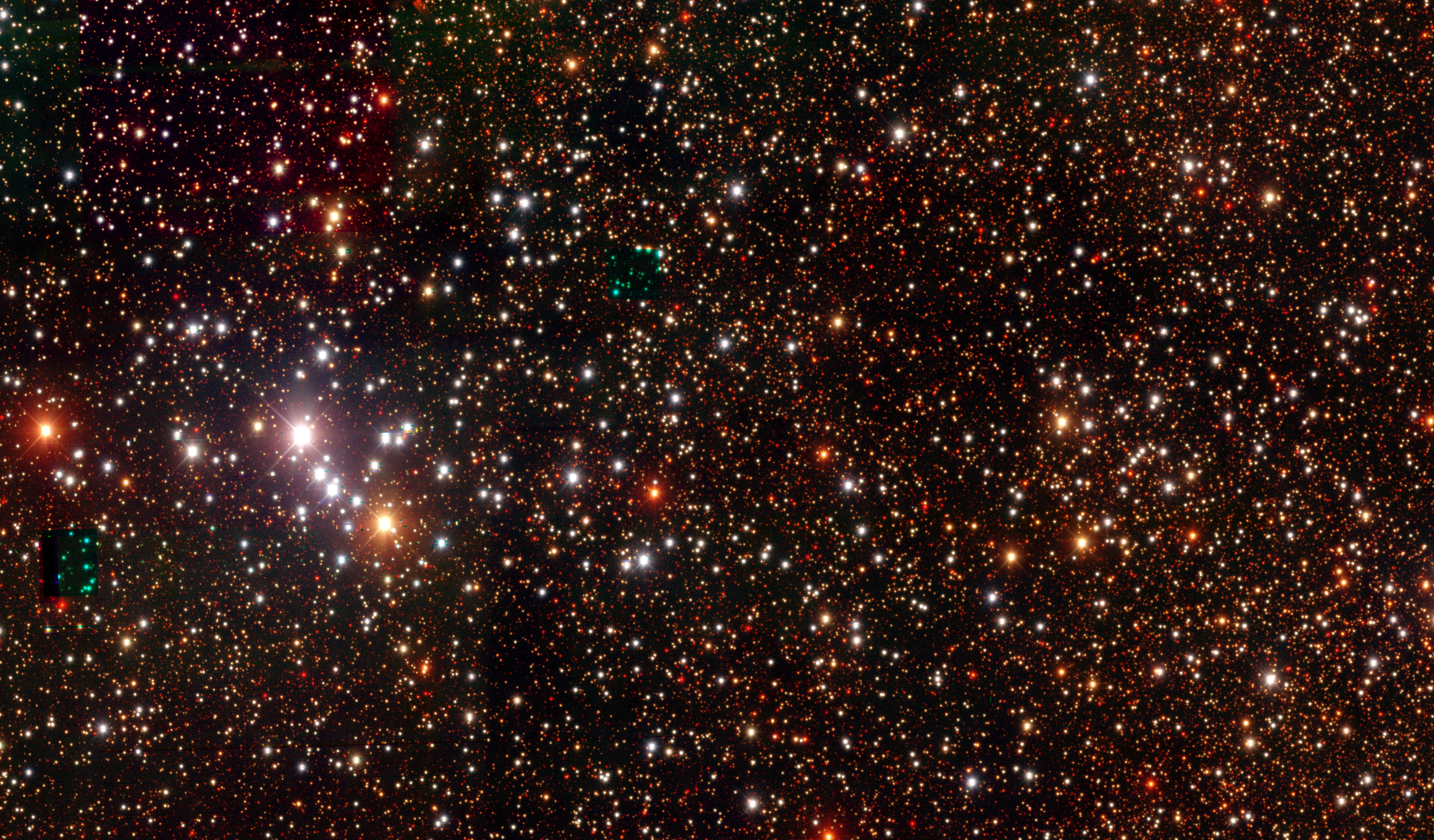
Les amas voisins NGC 5281 et NGC 5269 par le projet « Legacy Surveys DR10 ».

## Observation

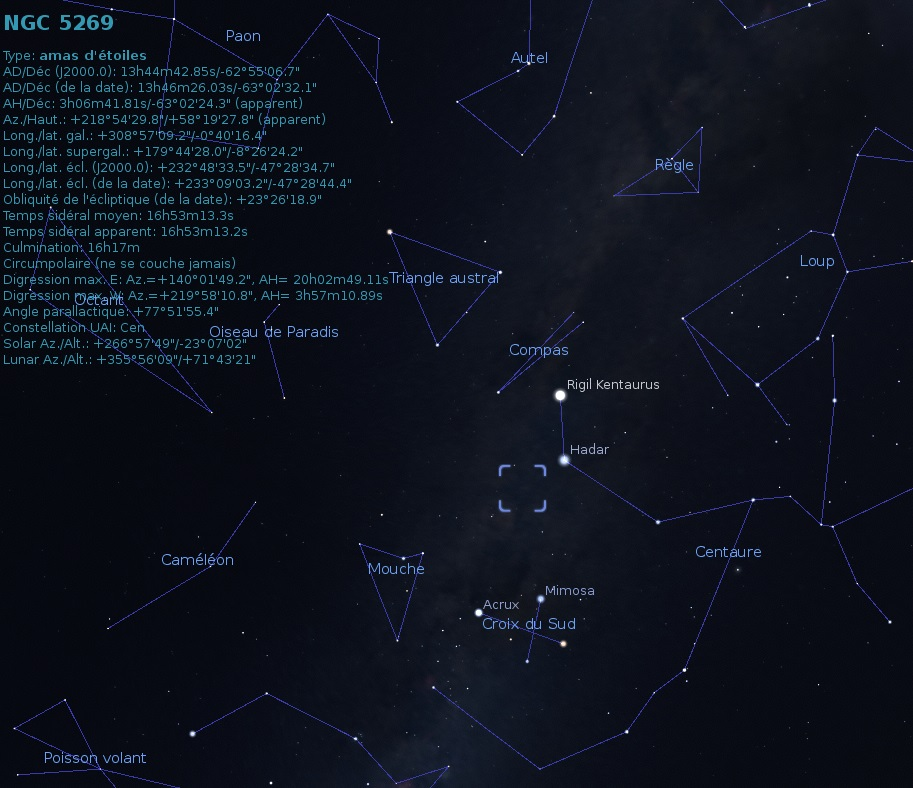
Localisation de NGC 5269 dans la constellation du Centaure. (Stellarium)

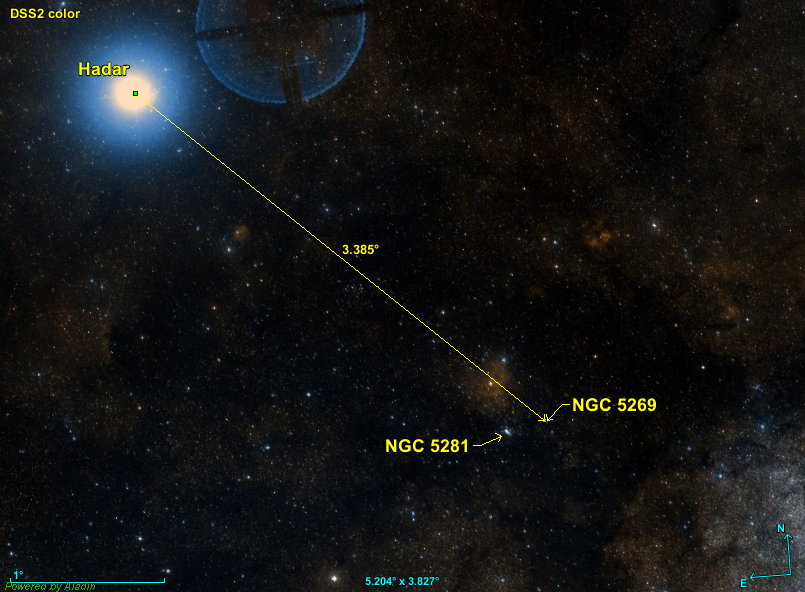
Position de NGC 5269 par rapport une étoile du Centaure.

NGC 5269 est situé à environ 3,4 degrés au sud-ouest d'Hadar Beta Centauri.

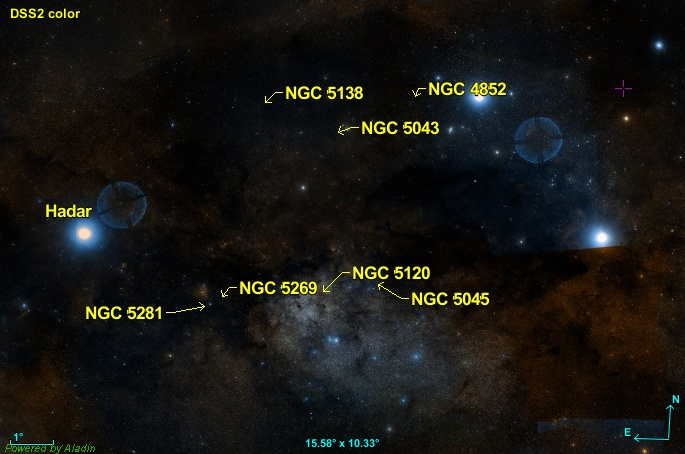
NGC 5281 et ses compagnons

De nombreux autres amas se trouvent dans la même région de la sphère céleste, soit NGC 4852, NGC 5043, NGC 5045, NGC 5120, NGC 5138 et NGC 5281.

## Caractéristiques
Certaines caractéristiques apparaissent sur la base de données Simbad, mais une publication très récente (2023) basée sur les mesures de la parallaxe par le satellite Gaia a permis une mise à jour importante des données. Les données du « GAIA EARLY DATA RELEASE 3 (GAIA EDR3) » ont également permis aux auteurs (Almeida, Monteiro et Dias) de cette publication d'estimer la masse de 773 amas ouverts, dont celle de NGC 5269 qui est de 386 ± 77 {\displaystyle M_{\odot }}.

### Distance
Selon Almeida et ses collègues, cet amas est à 1 850 ± 46 pc du système solaire.
La parallaxe moyenne des étoiles de l'amas a été obtenue des mesures effectuées par le satellite Gaia. Cinq valeurs différentes publiées dans de récents articles (2018 à 2021) sont indiquées sur la base de données Simbad : 0,632 ± 0,015 mas, 0,612 ± 0,038 mas, 0,603 ± 0,043 mas, 0,603 ± 0,005 mas, et 0,603 ± 0,043 mas. La valeur moyenne de la parallaxe est égale à 0,610 6 ± 0,028 8 mas, ce qui correspond à une distance de 1638+81
−74. Cette distance est compatible quoique un peu inférieure à celle proposée par Almeida et ses collègues.

### Taille
Selon les sources, la taille apparente de l'amas 3,0′ ou 4,8′, ce qui, compte tenu de la distance de 1 850 ± 46 pc et grâce à un calcul simple, équivaut à une taille réelle de 6,88 ± 1,75 al.

### Vitesse
Trois vitesses semblables sont aussi indiquées sur la base de données Simbad: −36,91 ± 0,28 km/s, −37,259 ± 0,546 km/s et −36,91 ± 0,289 km/s. La vitesse moyenne de cet échantillon est de −37,0 ± 0,4 km/s.

### Métallicité
Simbad rapporte une seule valeur de la métallicité, soit 0,153. Selon cette valeur, le pourcentage d'éléments lourds (plus lourd que l'hydrogène et l'hélium) est égal à 142% (100,153) de celui du Soleil. Selon Almeida et ses collègues, la métallicité de l'amas est égale à 0,168 ± 0,050. Selon cette valeur, le pourcentage d'éléments lourds de cet amas serait compris entre 131% et 165% (100,168 ± 0,050) de celui du Soleil.

### Âge
Almeida et ses collègues proposent un âge donnée par log10 = 8,226 ± 0,200, ce qui correspond à 168+98
−62 Ma. Notons que la base de données WEBDA ne contient aucune donnée pour NGC 5269.

### Mouvement propre
Simbad indique six couples de valeurs pour le mouvement propre de l'amas, dont cinq très semblables, qui proviennent d'articles publiés entre 2018 et 2020. Le sixième coupe provenant d'un article publié en 2014 est totalement différent, comme c'est souvent le cas. Ces valeurs en ascension droite et en déclinaison sont :
- −4,545 ± 0,065 mas/an et −1,907 ± 0,076 mas/an[10]
- −4,498 ± 0,084 mas/an et −1,921 ± 0,088 mas/an[11]
- −4,490 ± 0,078 mas/an et −1,918 ± 0,075 mas/an[12]
- −4,490 ± 0,010 mas/an et −1,918 ± 0,010 mas/an[13]
- −4,490 ± 0,078 mas/an et −1,918 ± 0,075 mas/an[14]
- −4,019 ± 0,132 mas/an et −3,801 ± 0,143 mas/an[11]
- −1,68 ± 3,01 mas/an et −6,25 ± 3,57 km/s[17]

Le mouvement propre moyen obtenu des cinq premières valeurs en ascension droite et en déclinaison est égal à −4,503 ± 0,063 mas/an et −1,916 ± 0,065 mas/an.

## Étoiles
Simbad montre aussi un bouton nommé Children. En cliquant sur ce bouton, on atteint une section de cette base de données qui renferme un tableau contenant 93 entrées pour NGC 5269. Cependant, des étoiles (les Children) peuvent apparaître plusieurs fois dans la deuxième colonne du tableau, d'où le nombre de liens bibliographiques qui est supérieure au nombre d'étoiles. La quatrième colonne de ce tableau indique la probabilité que l'étoile appartienne à l'amas. En cliquant sur le titre de cette colonne, on peut classer la probabilité par ordre croissant ou décroissant. En cliquant sur la désignation de l'étoile, on atteint la page de Simbad qui résume ses propriétés.